# Jökulsárgljúfur nationalpark

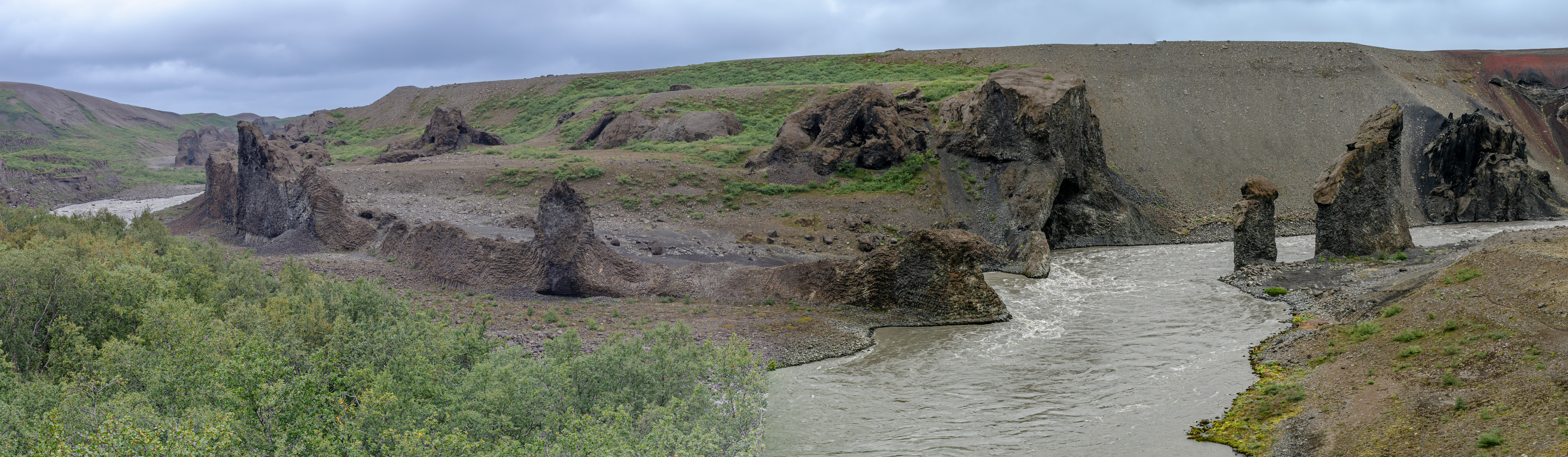
Jökulsárgljúfur nationalpark

Jökulsárgljúfur är en tidigare nationalpark, belägen på norra Island runt floden Jökulsá á Fjöllum. Nationalparken ligger norr om vattenfallet Dettifoss. Den 7 juni 2008 blev nationalparken en del av den större Vatnajökulls nationalpark.
Området ligger i en kanjon som är 25 km lång och 0,5 km bred med vulkaniska berg i närheten. För åttatusen år sedan fick en vulkan ett utbrott under floden och glaciärisen. Detta skapade explosioner och jökellopp.
Nationalparkens centrum var Hljóðaklettar. Rauðhólar (röda berget) är av särskilt intresse på grund av sin speciella färg. Kanjonen Ásbyrgi ligger också i nationalparken och är känd för sin speciella form.